# Złoty Czekan
Złoty Czekan (fr. Piolet d’Or) – prestiżowa nagroda przyznawana za wybitne osiągnięcia w alpinizmie przez francuską organizację Groupe de Haute Montagne oraz Montagne Magazine od roku 1992. Nagroda przyznawana jest za dokonania w roku poprzedzającym (Złoty Czekan 1992 za osiągnięcia w 1991). 
Od roku 2009 przyznawana jest także nagroda im. Waltera Bonattiego za całokształt dokonań w górach (fr.: Piolets d’or Carrière, ang.: Lifetime Achievement Award). Honoruje się w ten sposób osoby, które miały wybitne osiągnięcia przed powstaniem nagrody Złotego Czekana. 
Złote Czekany 2018, 2019 i 2020 zostały wręczone w Polsce podczas Przeglądu Filmów Górskich im. Andrzeja Zawady w Lądku-Zdroju.  

## Nagrodzeni
2020
- Marek Holeček i Zdeněk Hák za pierwsze przejście dziewiczej północno-zachodniej ściany Chamlang (7319 m)
- Tino Villanuev i Alan Rousseau za pierwsze przejście dziewiczej zachodniej ściany Tengi Ragi Tau (6938 m, droga Release the Kraken AI5 M5+, 1600 m)
- Steve Swenson, Mark Richey, Graham Zimmerman i Chris Wright za pierwsze wejście na Link Sar (7041 m, od południowo-wschodniej strony, M6+ WI4 90°, 2300 m)
- Kazuya Hiraide i Kenro Nakajima za nową drogę na dziewiczej południowej ścianie Rakaposhi (7788 m) w stylu alpejskim
- Nagroda za całokształt dokonań: Catherine Destivelle

2019
- Aleš Česen, Lukia Stažar, Tom Livingstone za wejście na Latok I północną granią
- David Lama za pierwsze wejście na Lunag Ri (6895 m)(samotnie, zachodnią granią)
- Hansjörg Auer za wejście na Lupghar Sar (samotnie)
- Nagroda za całokształt dokonań: Krzysztof Wielicki

2018
- Marek Holeček i Zdeněk Hák za wytyczenie nowej drogi na południowo-zachodniej ścianie Gaszerbrum I
- Kazuya Hiraide i Kenro Nakajima za wytyczenie nowej drogi na północno-wschodniej ścianie Shispare
- Helias Millerioux, Frederic Degoulet i Benjamin Guigonnet za wytyczenie nowej drogi na południowej ścianie Nuptse (wierzchołek północno-zachodni 7742 m)
- Nagroda za całokształt dokonań: Andrej Štremfelj

2017
- Nick Bullock i Paul Ramsden za pierwsze wejście na Nyanchen (Nyainqentangla South East, 7046 m)
- Siergiej Niłow, Dmitrij Grigorjew i Dmitrij Gołowczenko za wytyczenie nowej drogi na Thalay Sagar (6904 m)
- Nagroda za całokształt dokonań: Jeff Lowe

2016
- Nikita Bałabanow i Michaił Fomin za pierwsze przejście północno-zachodniego filara Talung (7348 m)
- Mick Fowler i Paul Ramsden za pierwsze wejście na Gave Ding (6571 m)
- Lise Billon, Antoine Moineville, Diego Simari i Jerome Sullivan za pierwsze przejście północno-wschodniego filara Cerro Riso Patron (2550 m)
- Marko Prezelj, Urban Novak, Hayden Kennedy i Manu Pellissier za pierwsze przejście wschodniej ściany Cerro Kishtwar (6173 m)
- Nagroda za całokształt dokonań: Wojciech Kurtyka

2015
- Tommy Caldwell i Alex Honnold za pierwszy w historii pełny trawers masywu Fitz Roya (od Aguja Guillaumet do Aguja de l’S)
- Aleksandr Gukow i Aleksiej Łonczinski za wytyczenie nowej drogi na dziewiczej południowo-zachodniej ścianie Thamserku (6618 m)
- Aleš Česen, Luka Lindic i Marko Prezelj za wytyczenie nowej drogi na Hagshu
- Nagroda za całokształt dokonań: Chris Bonington

2014
- Rafał Sławiński i Ian Welsted za zdobycie dziewiczego zachodniego wierzchołka K6
- Ueli Steck za solowe wejście na Annapurnę południową ścianą
- Nagroda za całokształt dokonań: John Roskelley

2013
- Kyle Dempster i Hayden Kennedy – za nową drogę na Baintha Brakk (7285 m);
- Dmitrij Gołowczenko, Aleksandr Lange i Siergiej Niłow – za pierwsze przejście północno-wschodniej ściany Muztagh Tower (7273 m);
- Sandy Allan i Rick Allen za pierwsze przejście Grani Mazeno na Nanga Parbat (8126 m);
- Mick Fowler i Paul Ramsden – za pierwsze przejście południowo-wschodniego filara (Prow of Shiva) szczytu Shiva (6142 m) w Himalajach Lahulu;
- Sebastién Bohin, Didier Jourdan, Sebastién Moattii, Sebastién Ratel – za pierwsze przejście południowo-zachodniej ściany Kamet (7756 m);
- Yasuhiro Hanatani, Tatsuya Aoki i Hiroyoshi Manome – za pierwsze przejście południowego filara Kyashar (6769 m).
- Nagroda za całokształt dokonań: Kurt Diemberger

2012
- Luka Stražar i Nejc Marčič za przejście w stylu alpejskim niezdobytej 1600 metrowej północno-zachodniej ściany K7 (6615 m) w Pakistanie. Ich droga „Sanjači zlatih jam” (VI/5, M5, A2) to dopiero druga wspinaczka zakończona wejściem na wierzchołek K7 West
- Mark Richey, Steve Swenson i Freddie Wilkinson za pierwsze wejście na Saser Kangri II East (7513 m) w Karakorum. Był to wówczas drugi co do wysokości niezdobyty szczyt na ziemi. Droga amerykańskiego zespołu wytyczona w ciągu czterech dni w stylu alpejskim pokonuje 1700-metrową południowo-zachodnią ścianę.
- Nagroda za całokształt dokonań: Robert Paragot

2011
- Yasushi Okada i Katsutaka Yokoyama za wejście południowo-wschodnią ściną Mount Logan
- Sean Villanueva, Nicolas Favressse, Olivier Favressse, Ben Ditto oraz Bob Shepton za wielkościanowe wspinaczki na Grenlandii.
- Nagroda za całokształt dokonań: Doug Scott

2010
- Denis Urubko i Borys Dedeszko za wytyczenie nowej drogi na południowo-wschodniej ścianie Czo Oju
- Jed Brown i Kyle Dempster oraz Bruce Normand za pierwsze wejście północną ścianą Xuelian West, w chińskim Tienszanie.
- Nagroda za całokształt dokonań: Reinhold Messner

2009
- Ueli Steck i Simon Anthamatten za pierwsze przejście, w stylu alpejskim, północnej ściany Tengkampoche, w nepalskiej dolinie Khumbu
- Kazuya Hiraide i Kei Taniguchi za pierwsze przejście południowo-zachodniej ściany Kamet (7756m, Himalaje indyjskie) w stylu alpejskim
- Fumitaka Ichimura, Yusuke Sato i Kazuki Amano za wytyczenie nowej drogi na północnej ścianie Kalanka (6931m, Himalaje indyjskie)
- Po raz pierwszy wręczono nagrodę za całokształt osiągnięć w górach, otrzymał ją Walter Bonatti

- 2008 – nagrody nie wręczono
- 2007 – Marko Prezelj i Boris Lorenčič, za pierwsze przejście północno-zachodniego filara Czomo Lhari
- 2006 – Steve House i Vince Anderson za pierwsze przejście ściany Rupal Nanga Parbat
- 2005 – rosyjski zespół prowadzony przez Aleksandra Odintsowa za pierwsze przejście północnej ściany Jannu
- 2004 – Walery Babanow i Jurij Koszelenko za wejście na Nuptse
- 2003 – Paul Ramsden i Mick Fowler za wytyczenie nowej drogi w stylu alpejskim na północnej ścianie Siguniang
- 2002 – Walery Babanow za wytyczenie podczas samotnej wspinaczki nowej drogi na Meru Peak Central (6310 m)
- 2001 – Thomas Huber i Iwan Wolf za przejście północnego filaru Shivling
- 2000 – Lionel Daudet i Sébastien Foissac za przejście południowo-wschodniej ściany Burkett Needle
- 1999 – Andrew Linblade i Athol Whimp za przejście północnej ściany Thalay Sagar
- 1998 – rosyjski zespół pod kierownictwem Siergieja Jefimowa za przejście północnej ściany Makalu
- 1997 – Tomaž Humar i Vanja Furlan za poprowadzenie nowej drogi na wschodniej ścianie Ama Dablam
- 1996 – Andres Orgler, Heli Neswabba i Arthur Wutsher za wytyczenie drogi na południowej ścianie Mount Bradley
- 1995 – Francois Marsigny i Andy Parkin za wytyczenie nowej drogi mikstowej na Cerro Torre
- 1994 – francuska ekspedycja młodzieży za przejścia w górach Pamiru
- 1993 – Michael Piola i Vincent Sprungli za wytyczenie nowej drogi na wschodniej ścianie Torre Sud del Paine
- 1992 – Andrej Stremfelj i Marko Prezelj za wejście na południowy wierzchołek Kanczendzongi